# Côte sauvage de la presqu'île guérandaise
Pour les articles homonymes, voir Côte Sauvage (France).
La côte sauvage de la presqu'île guérandaise est une partie de la côte d'Amour. Il s'agit d'une frange rocheuse du littoral qui s'étend en réalité sur la côte occidentale de la presqu'île du Croisic sur le territoire des communes du Croisic, de Batz-sur-Mer et du Pouliguen en Loire-Atlantique (le terme de « presqu'île guérandaise » désignant un territoire beaucoup plus vaste qui dépasse le cadre des trois communes précitées).

## Géographie

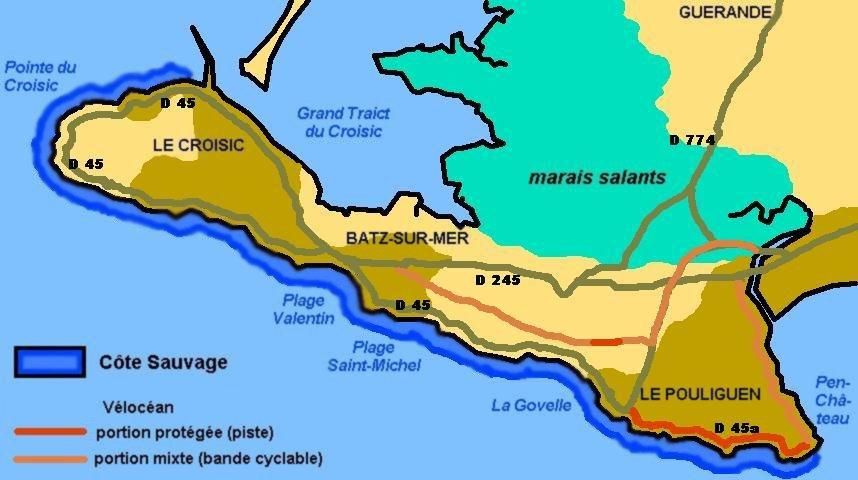
Carte de la presqu'île du Croisic

Bordée par l'océan Atlantique, la côte sauvage s'étend sur environ 14 km, partant de la jetée du Tréhic au Croisic, longeant Batz-sur-Mer jusqu'à la pointe de Penchâteau au sud du Pouliguen.

### Le Croisic
Un sentier dit « douanier » longe toute la côte sauvage du Croisic. Il fut, comme ailleurs, créé au début du XIXe siècle pour faciliter la surveillance du littoral, en particulier contre les actes de contrebande qui pouvaient exister à l'époque. De nombreux douaniers, surnommés « gabelous » (bien qu'ils n'étaient pas sur les marais salants de Guérande), montaient la garde et s'abritaient souvent dans de modestes cabanes constituées de planches et recouvertes de vase et de sable. La croix des Douaniers servait également d'abri de fortune.
Les rochers de la côte sauvage ont de longue date été admirés par les artistes, qui y voyaient des formes étranges façonnées par la nature. Les guides touristiques prirent plaisir à donner des noms aux différents rochers en fonction de leur forme. Ainsi sont nés, parmi d'autres, le rocher de l'Ours, le Grand Autel, le Sphinx, ou encore le masque de Napoléon.

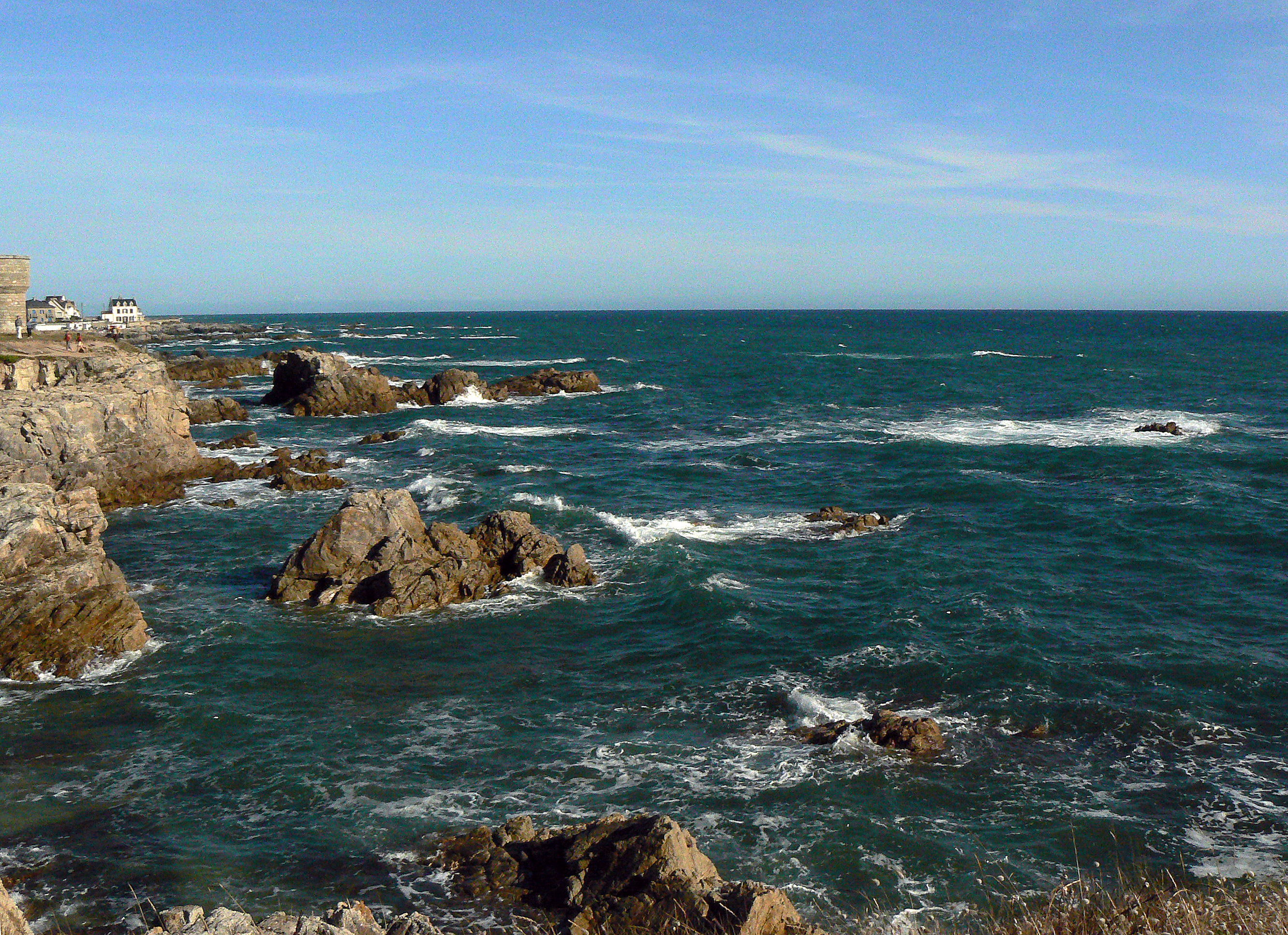
La côte sauvage du Croisic.
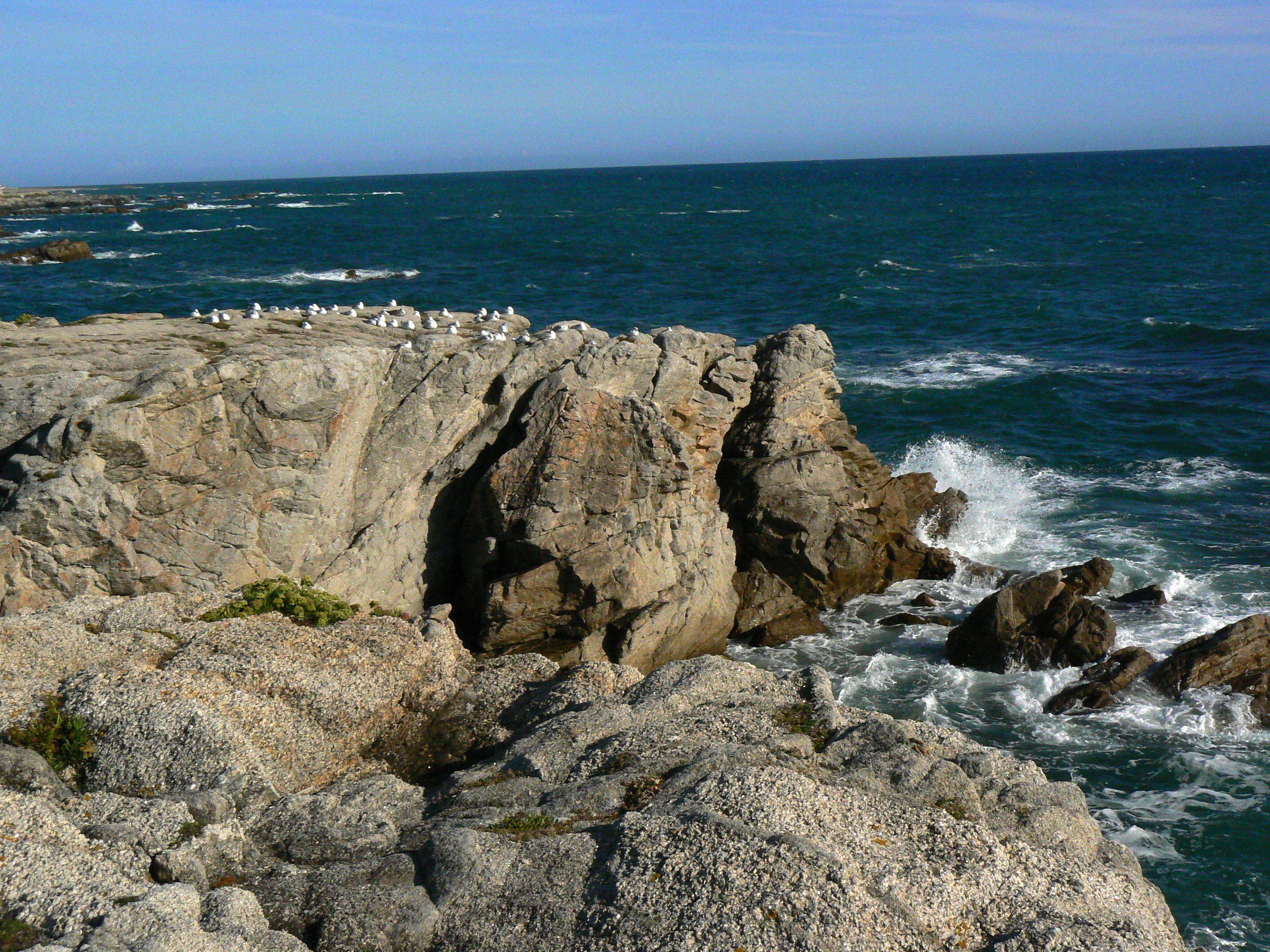
La côte sauvage du Croisic.
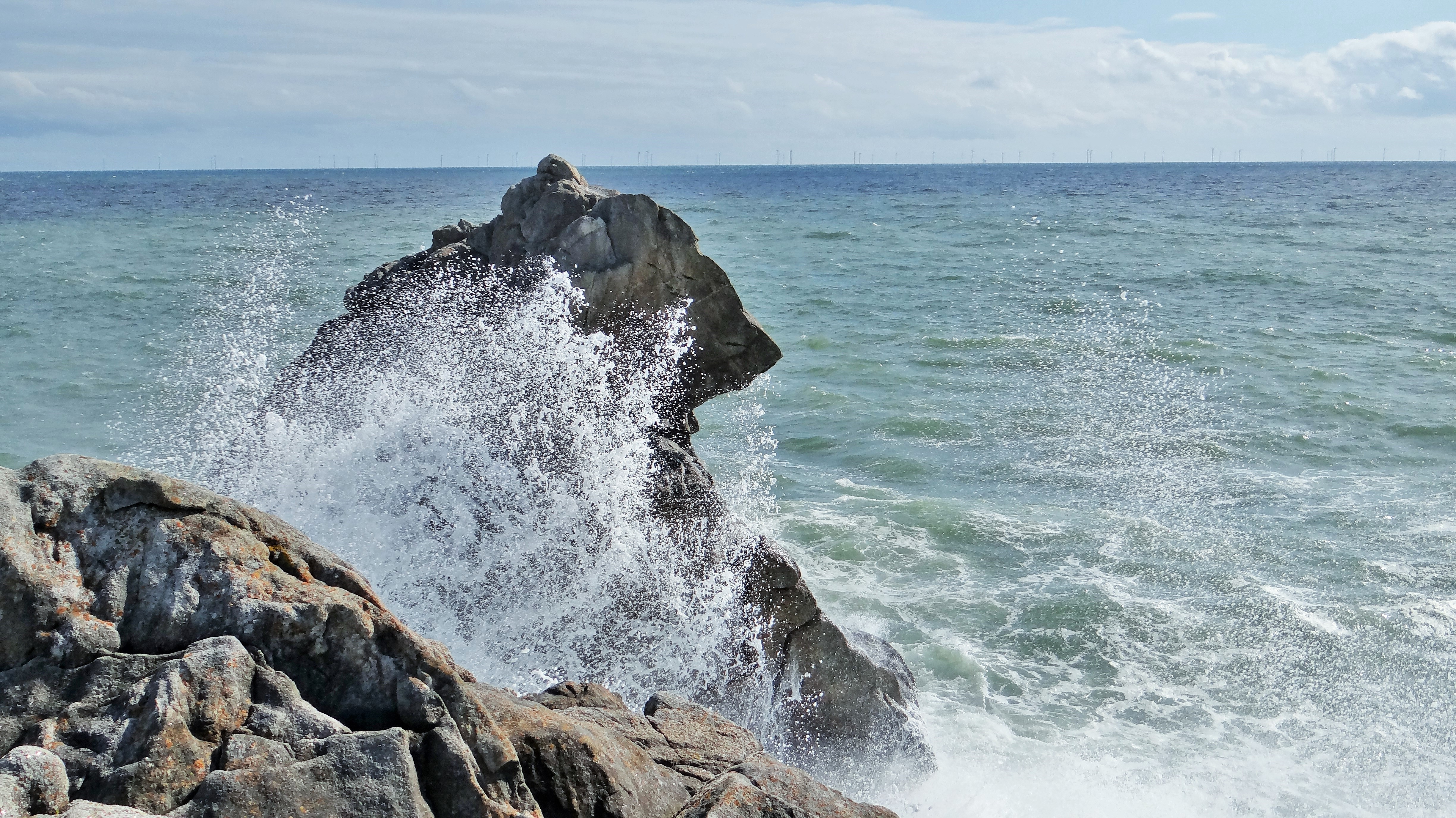
Le rocher de l'Ours.

La pointe du Croisic est une avancée rocheuse dans la mer. Elle est défendue militairement dès la fin du Moyen Âge grâce à une tour de guet permettant de surveiller le littoral. Elle est remplacée au XVIIIe siècle par un corps de garde entouré de remparts bas. La batterie militaire est modernisée en 1861 avec la construction d'un fort carré. L'ensemble est désaffecté à la fin du XIXe siècle et devient une villa à haute toiture d'ardoises.

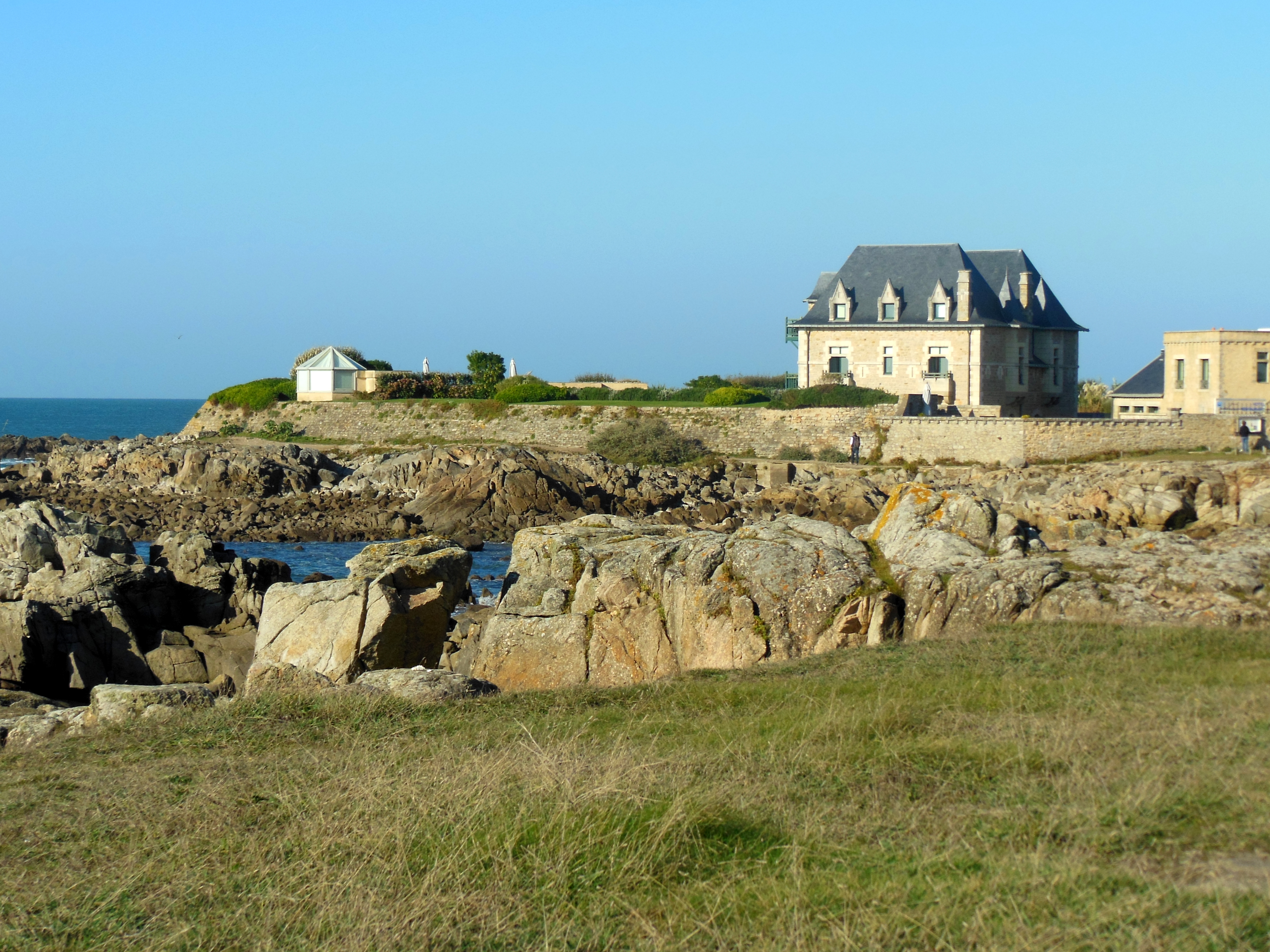
La pointe du Croisic.
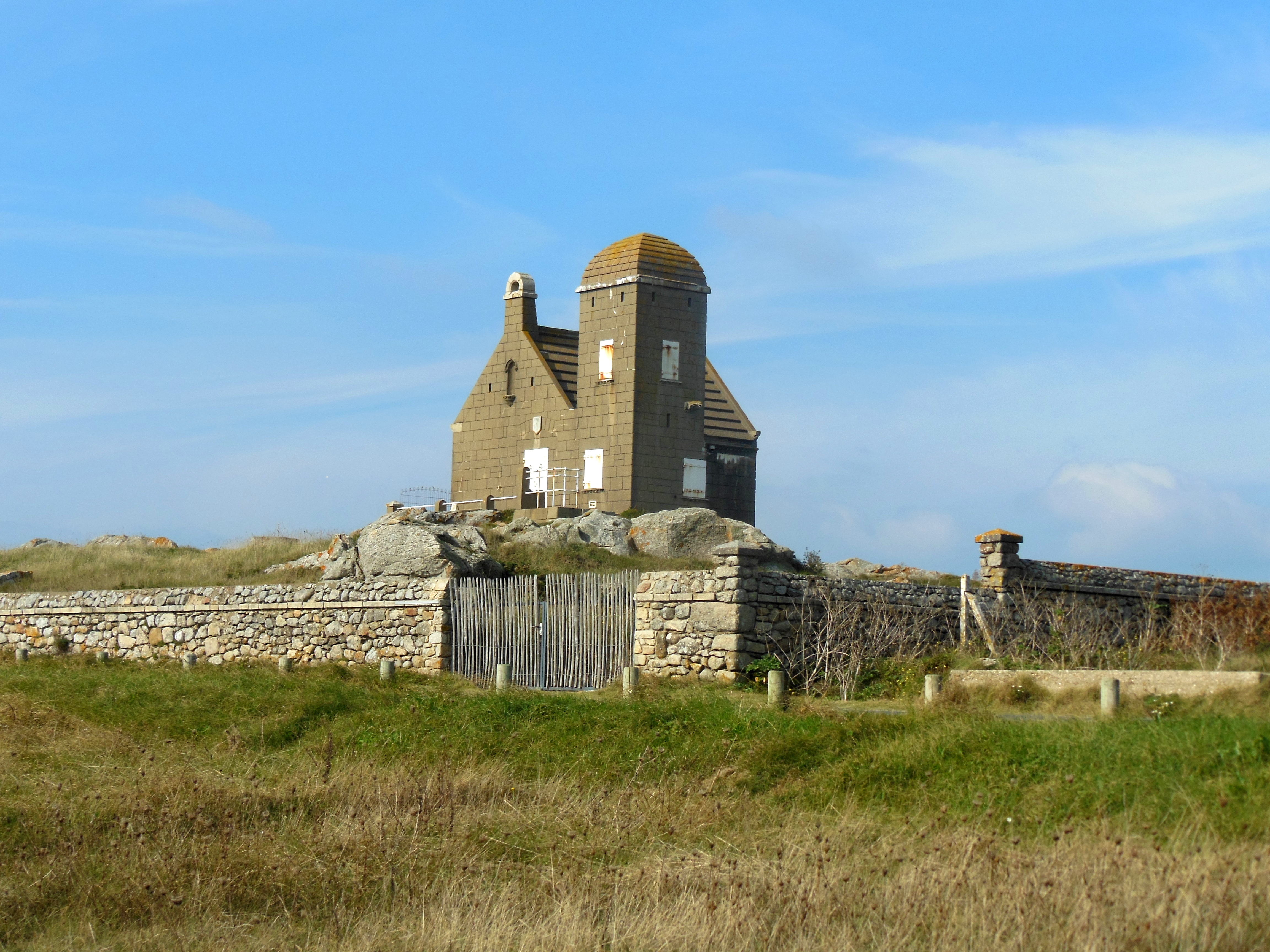
Vigie de la Romaine.
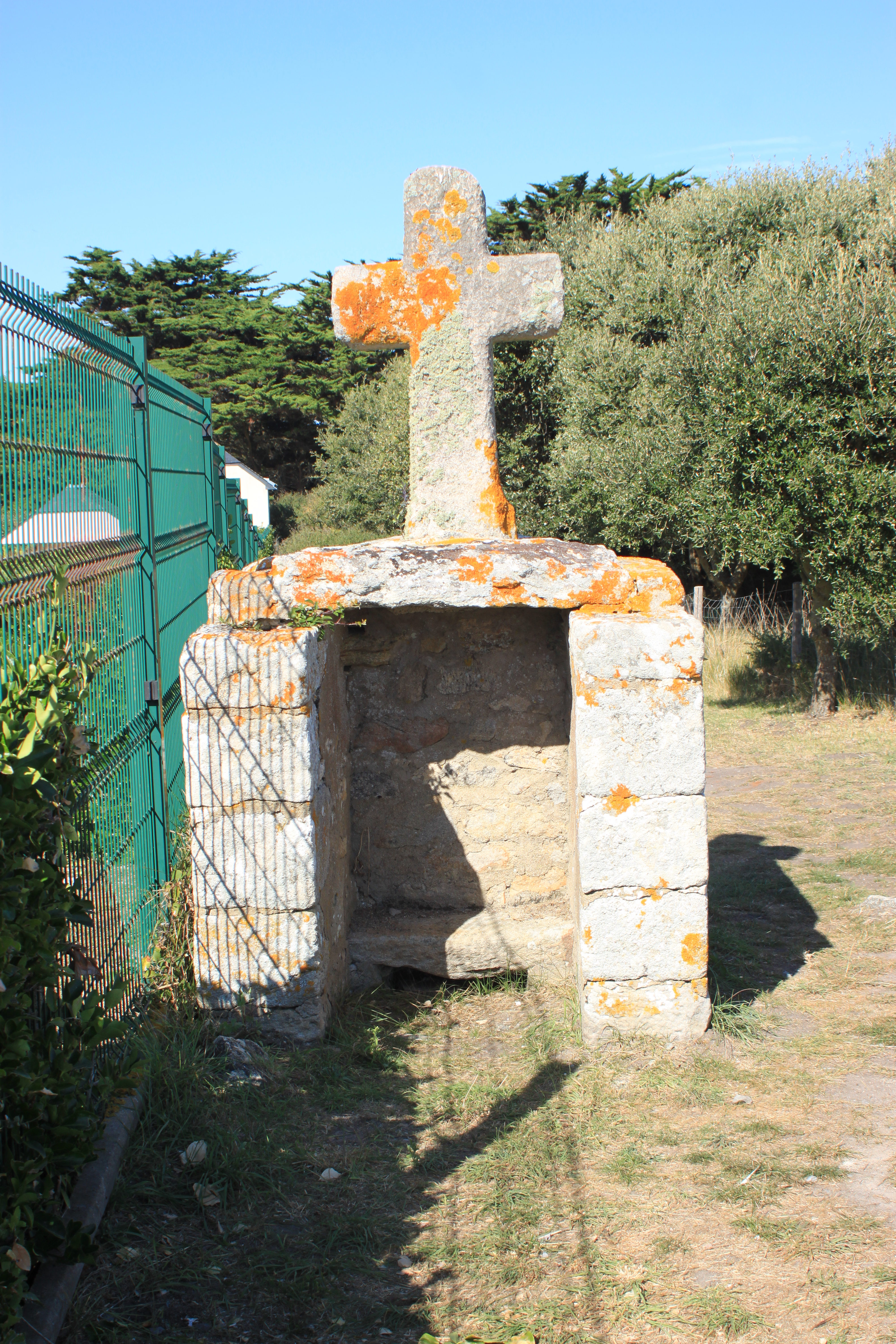
La croix des Douaniers.
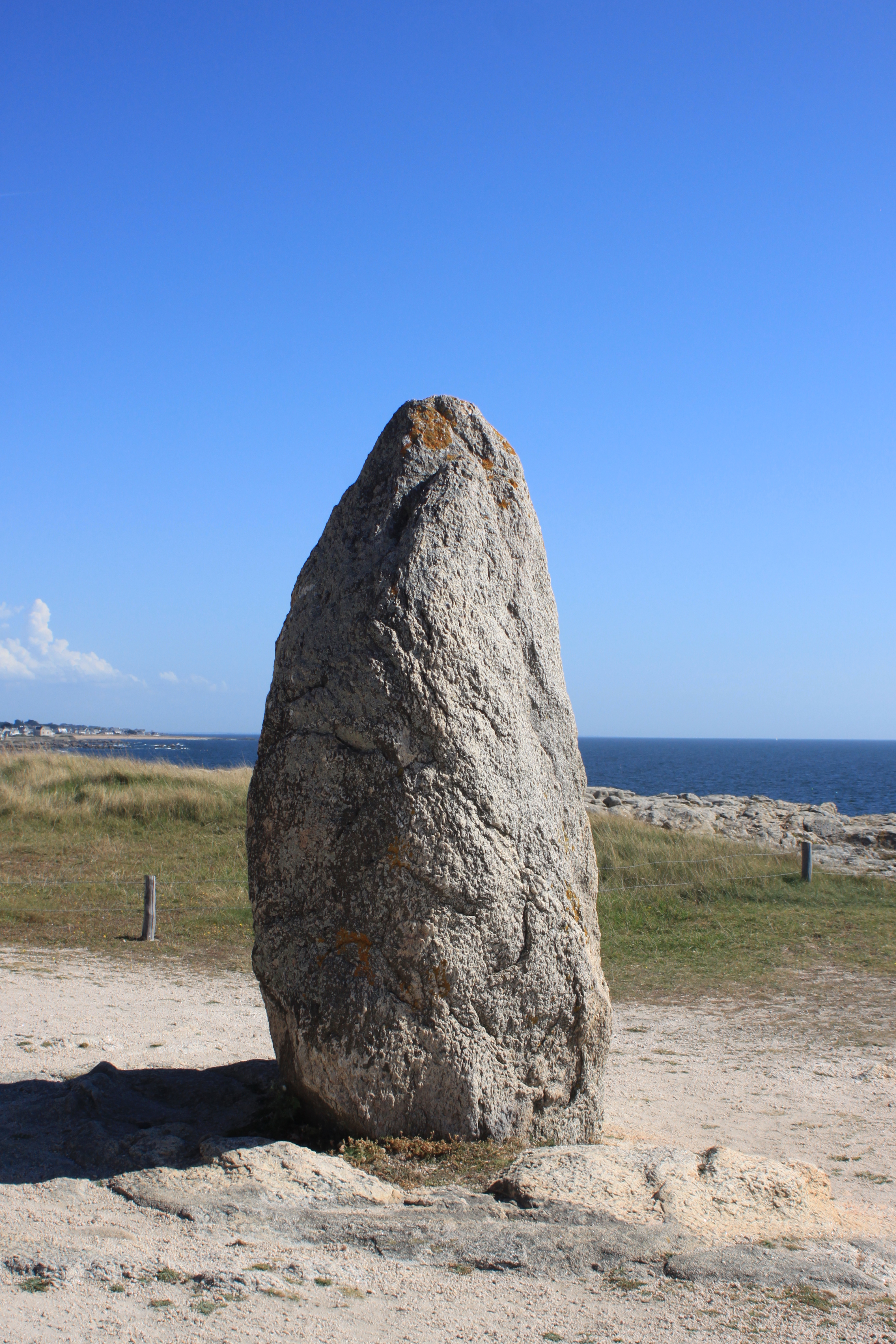
Menhir de la Pierre Longue.

La baie de Jumel est connue pour sa croix « À ma fille », placée à l'ouest de la plage. Ce calvaire se situait autrefois de l'autre côté de la route, face à la baie. Il fut érigé par la famille d'une jeune fille qui se noya sur cette plage le 7 août 1845. Le propriétaire du domaine de Penn-Avel, ne souhaitant pas privatiser cette croix, obtient l'autorisation en 1895 de placer celle-ci sur le littoral, à son emplacement actuel. Proche de là se trouvent le moulin de Bauvran et le parc de Penn-Avel.

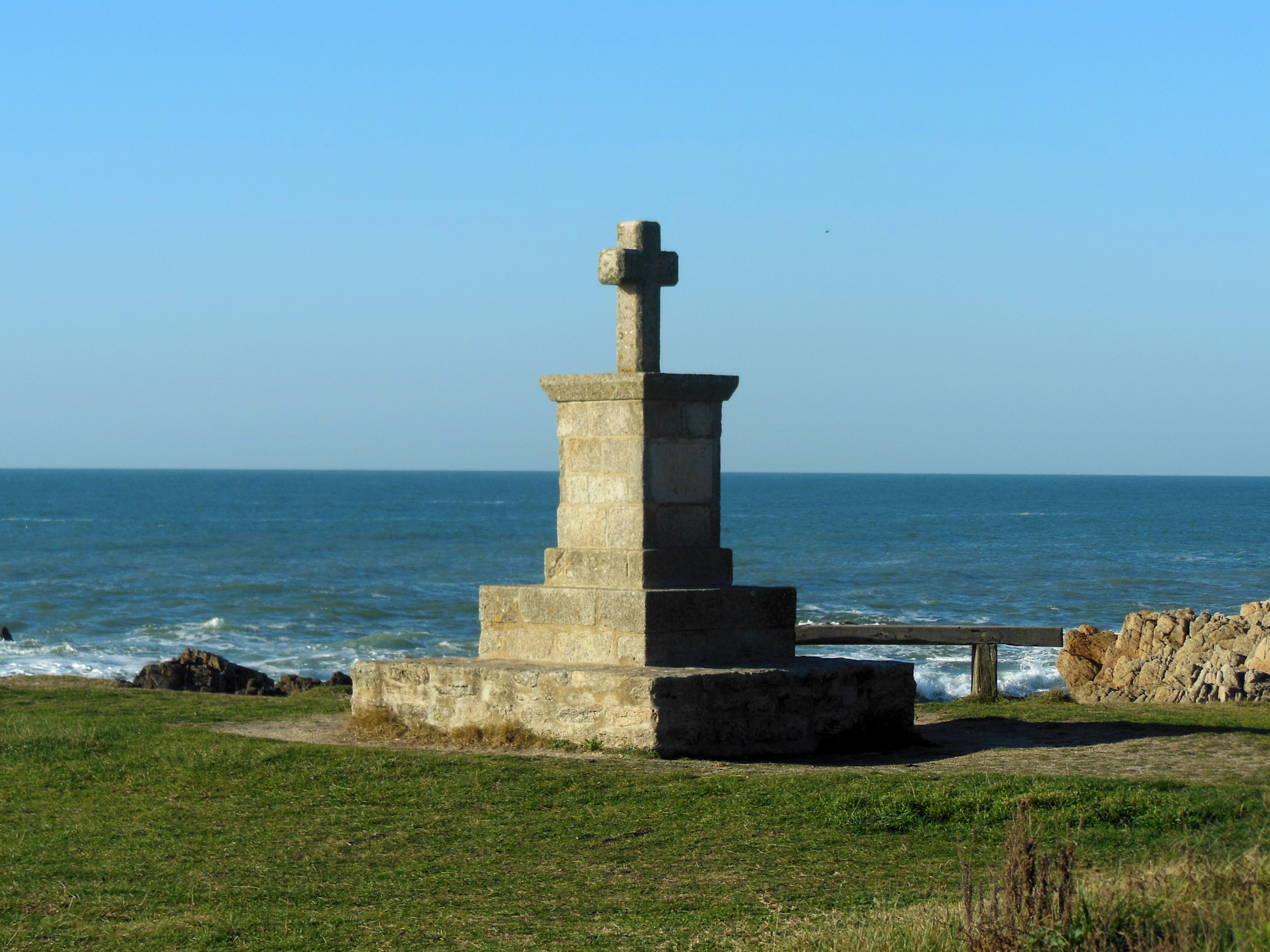
Croix À ma fille
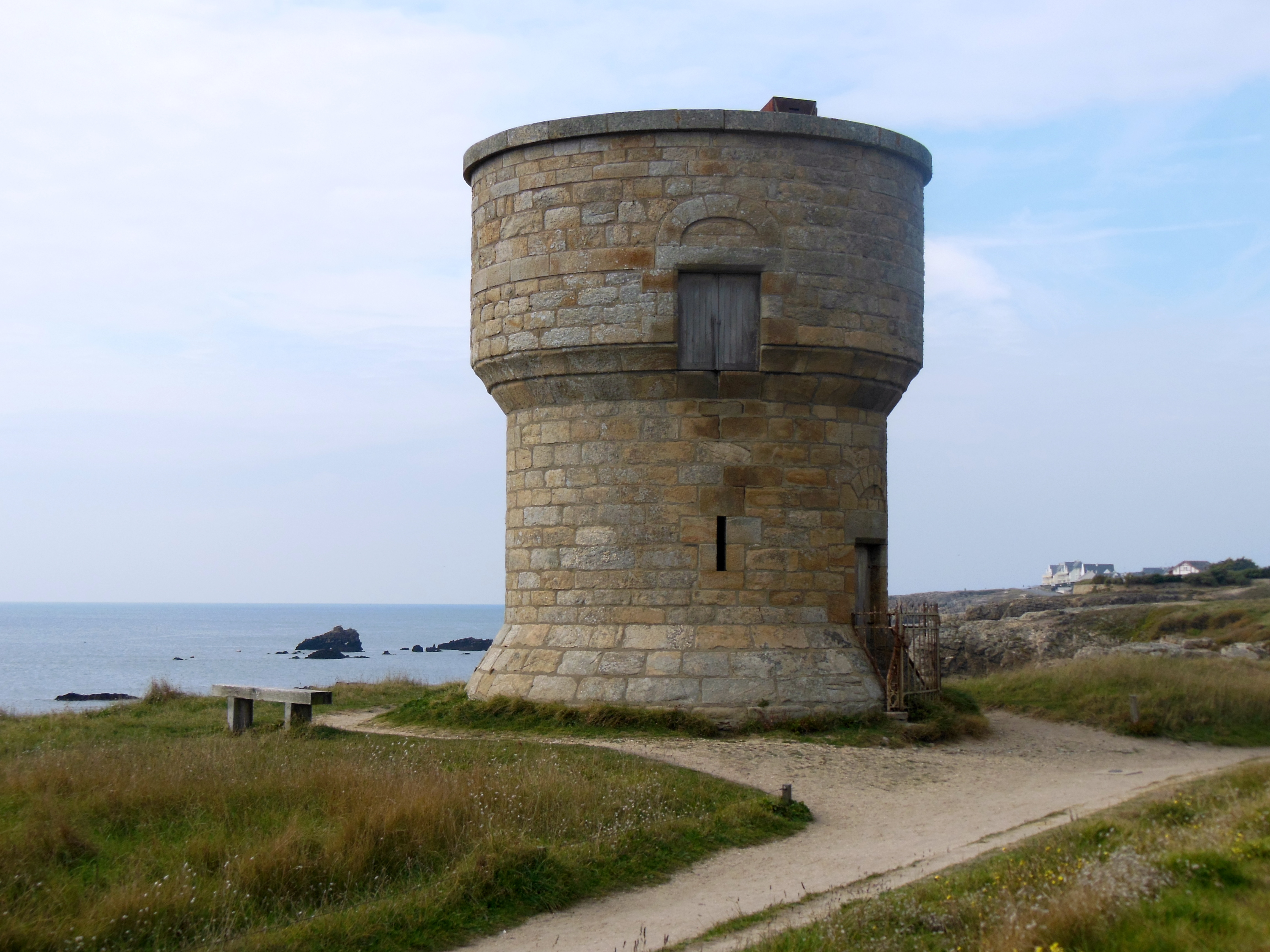
Le moulin de Bauvran
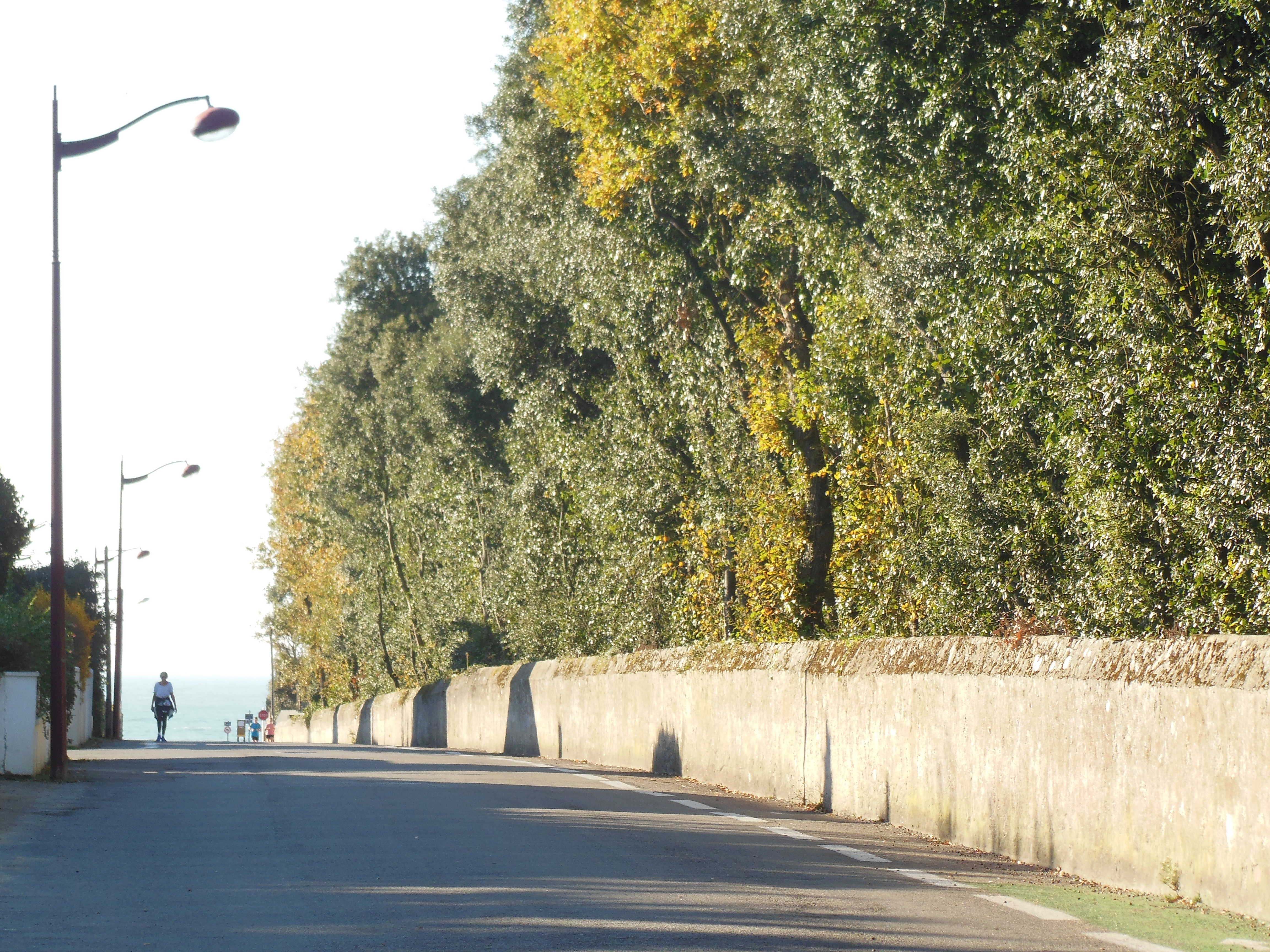
Le parc de Penn-Avel

La plage du Sable Menu est un des premiers lieux fréquentés par les touristes dans la seconde moitié du XIXe siècle. Les grottes permettaient de se changer discrètement tandis que cette crique abritée se signalait par son sable fin et son exposition privilégiée plein sud. L'une des premières constructions sur cette partie du littoral est une grande villa à l'architecture néobasque qui existe toujours.

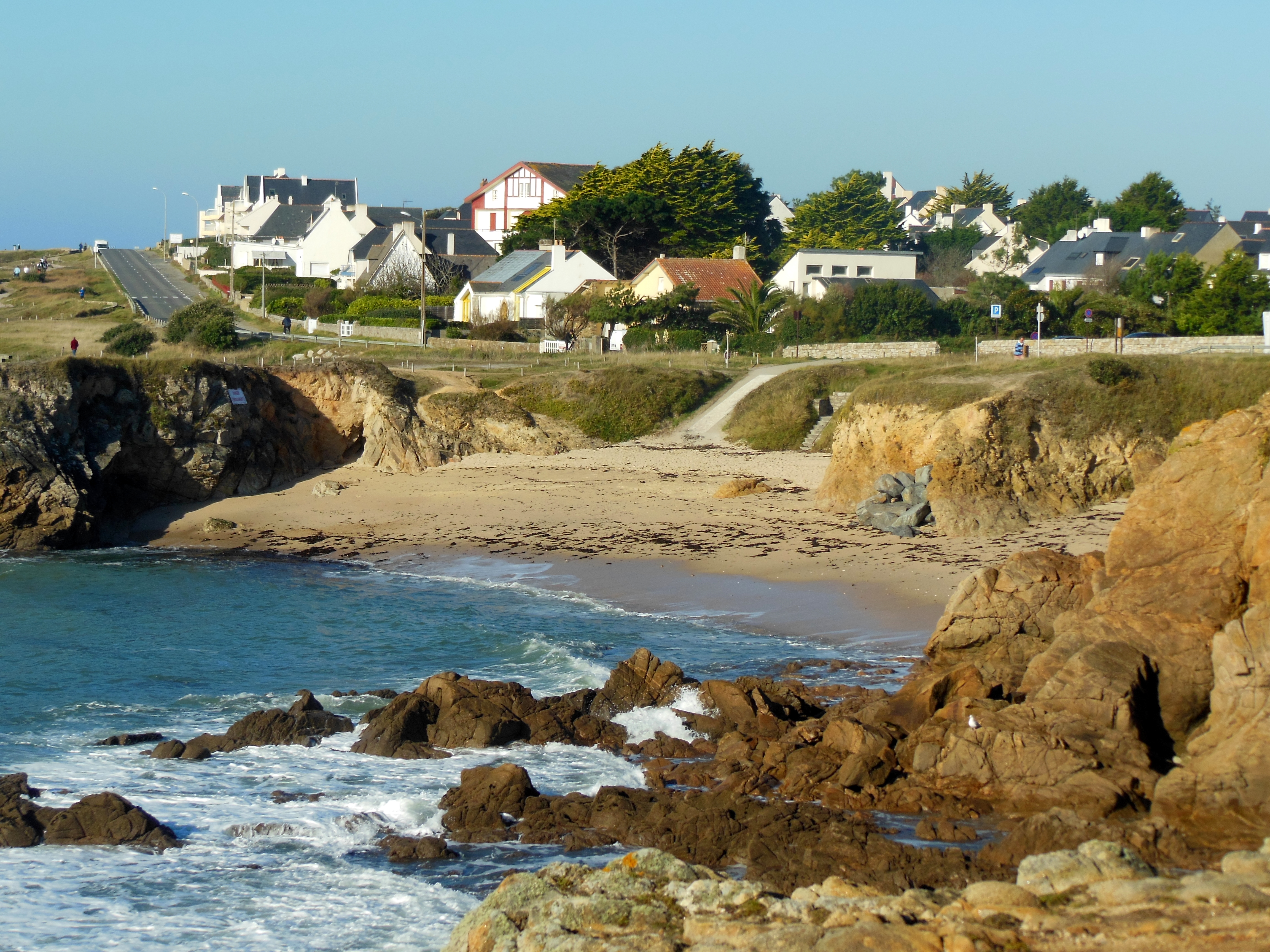
Plage du Sable Menu

La plage de Port Lin devient la principale plage du Croisic après le percement du boulevard de l'Océan (boulevard Leclerc) en 1894. Il s'agit de l'ancienne « baie des bonnes femmes », utilisée jadis par des chaloupes sardinières pour débarquer le produit de la pêche lorsque la marée ne le permettait pas dans le port. L'activité balnéaire fait peu à peu disparaître cet usage.

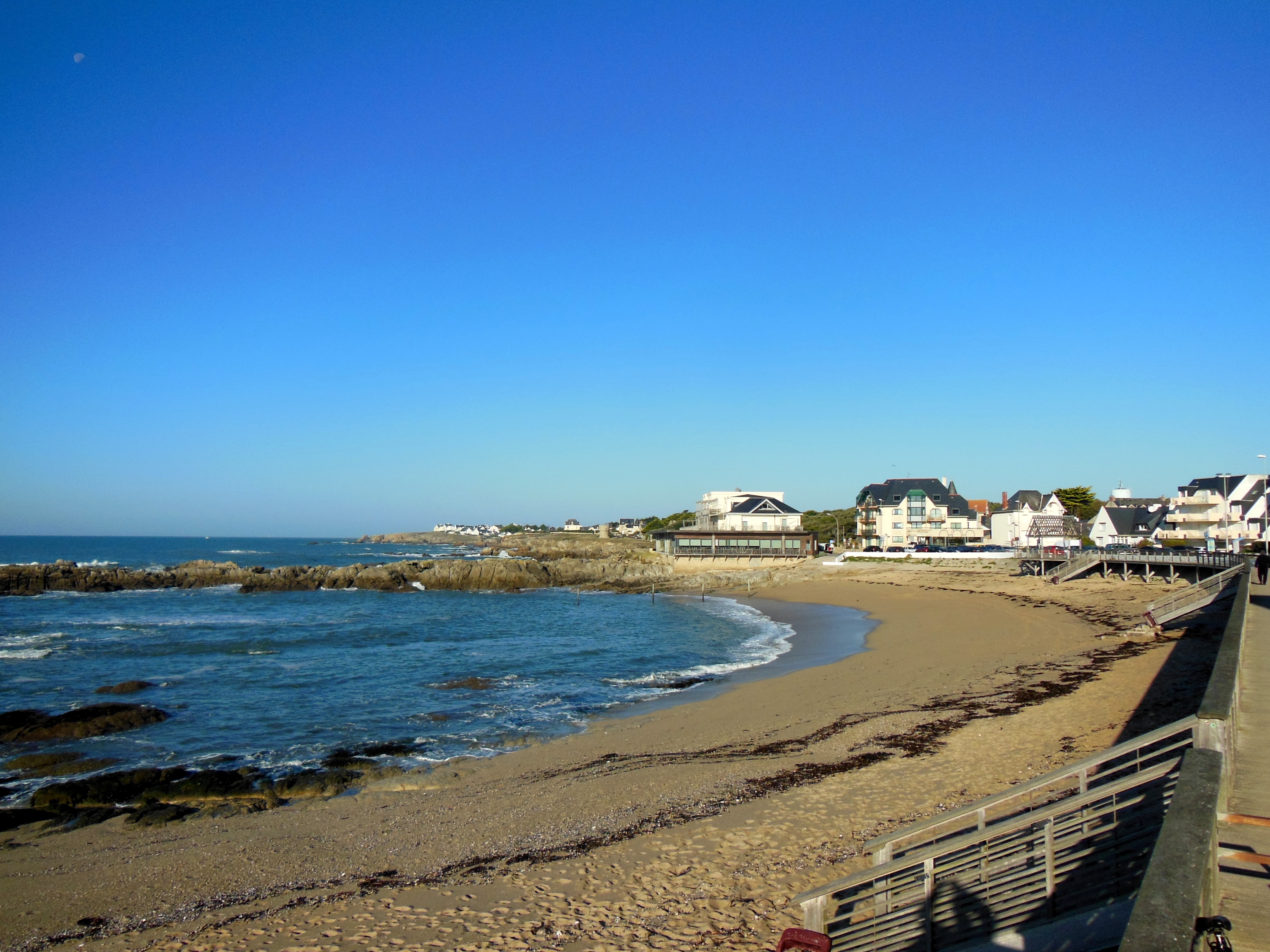
Plage de Port Lin

Le manoir de Pen Castel est situé sur la pointe du Fort, le long du littoral de la presqu'île du Croisic et marque la limite du Croisic avec Batz-sur-Mer, à l'extrémité de la plage Valentin.

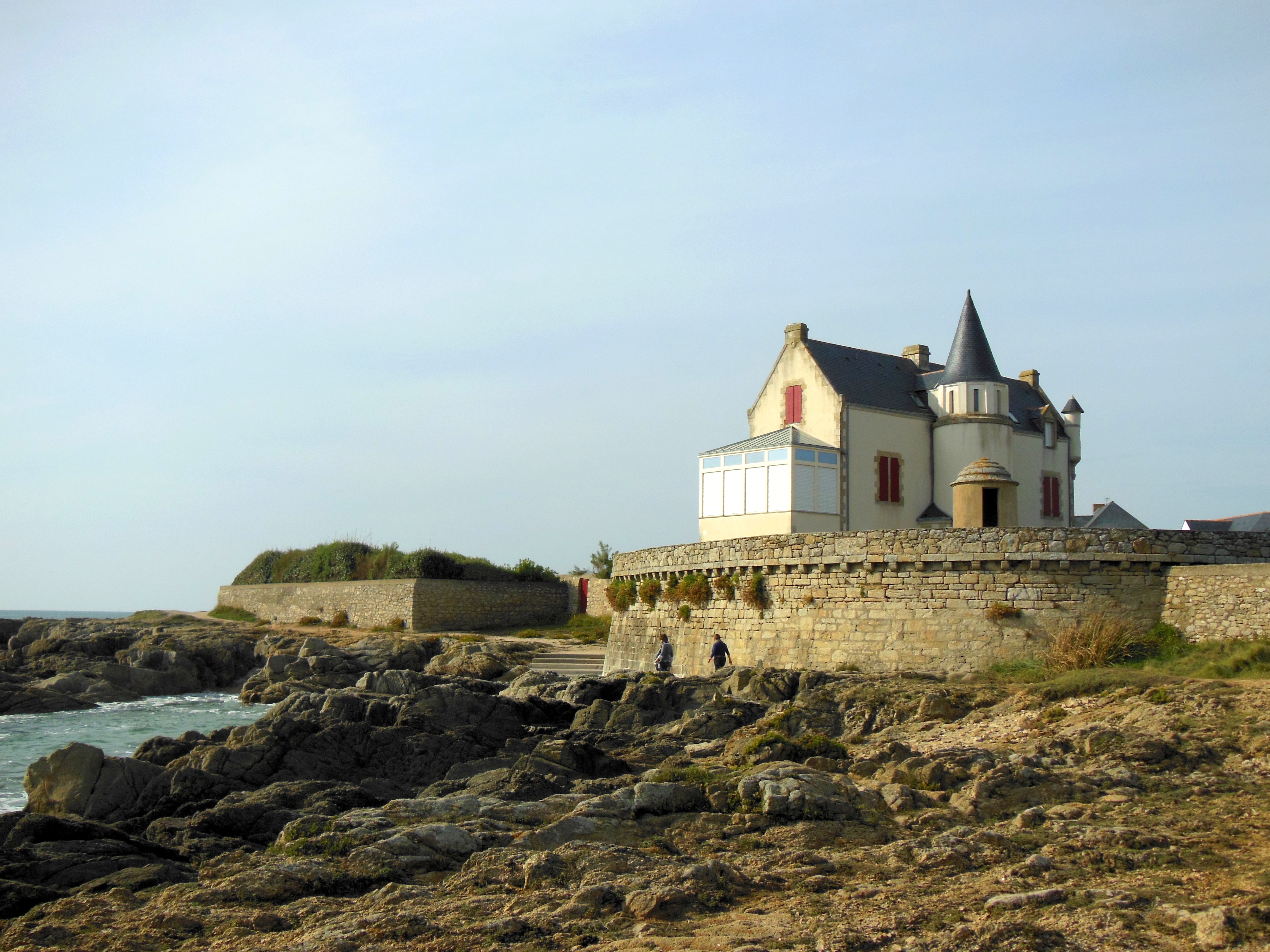
Manoir de Pen Castel

### Batz-sur-Mer

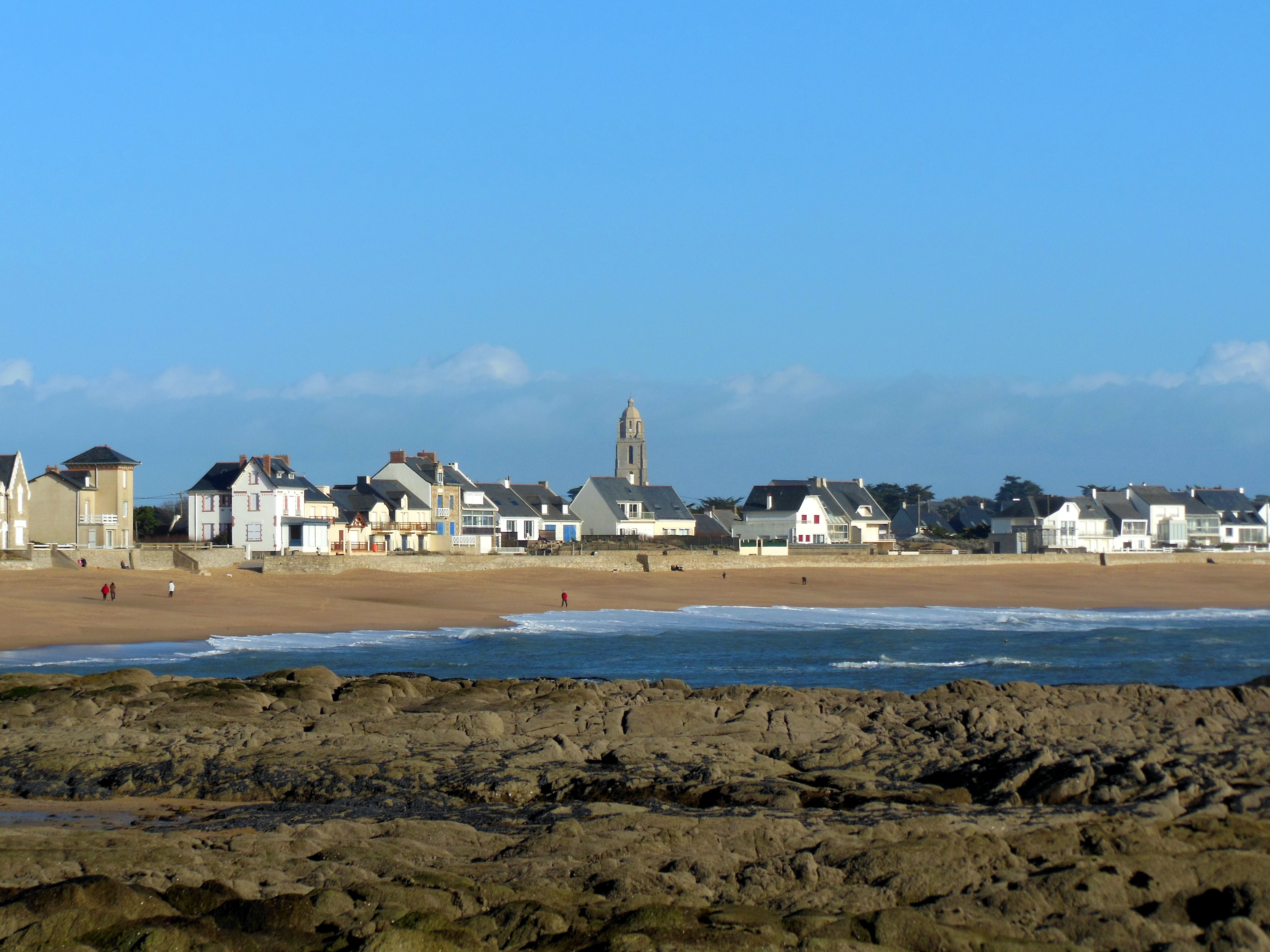
Plage Valentin.
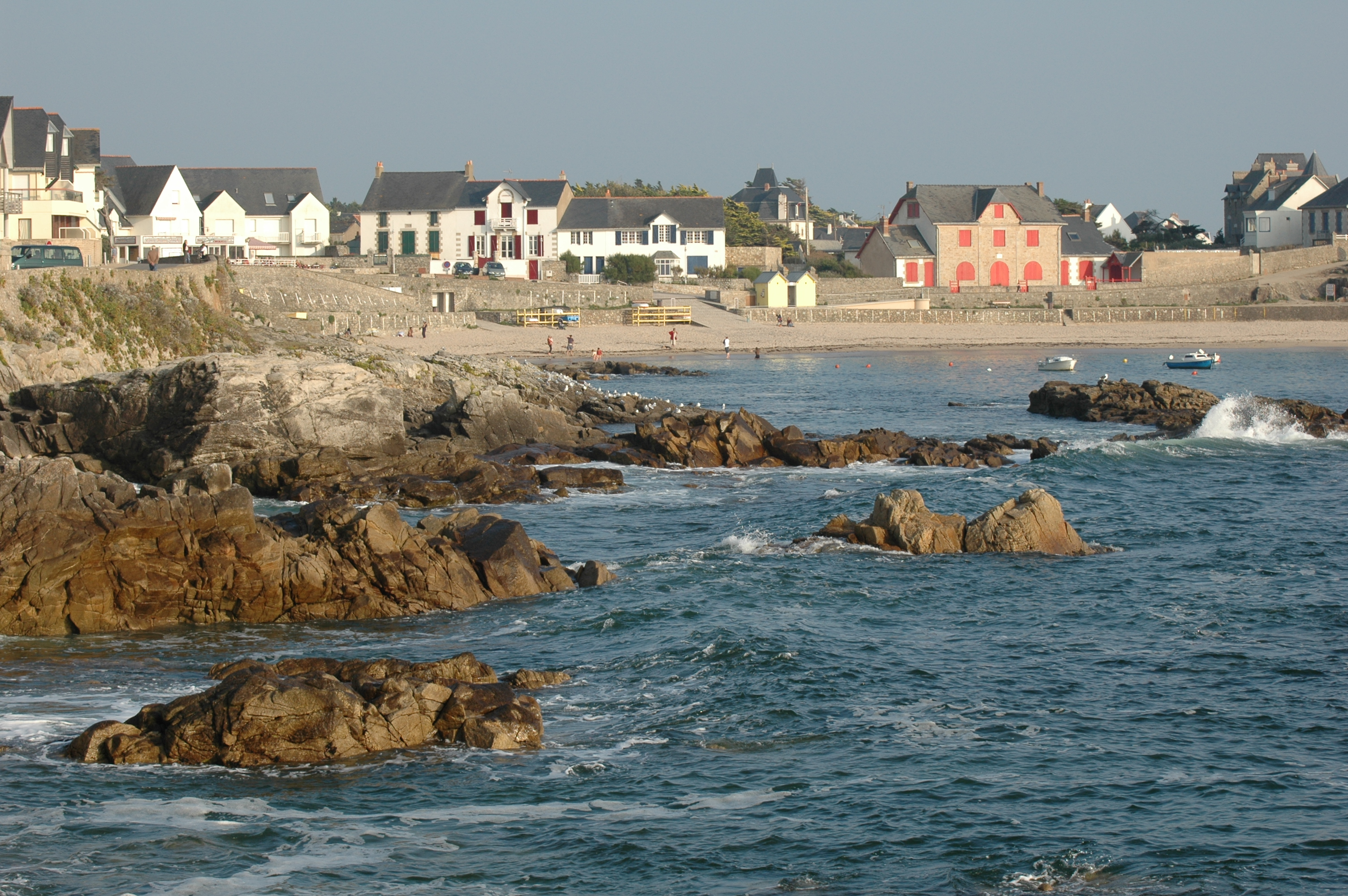
Port Saint-Michel.
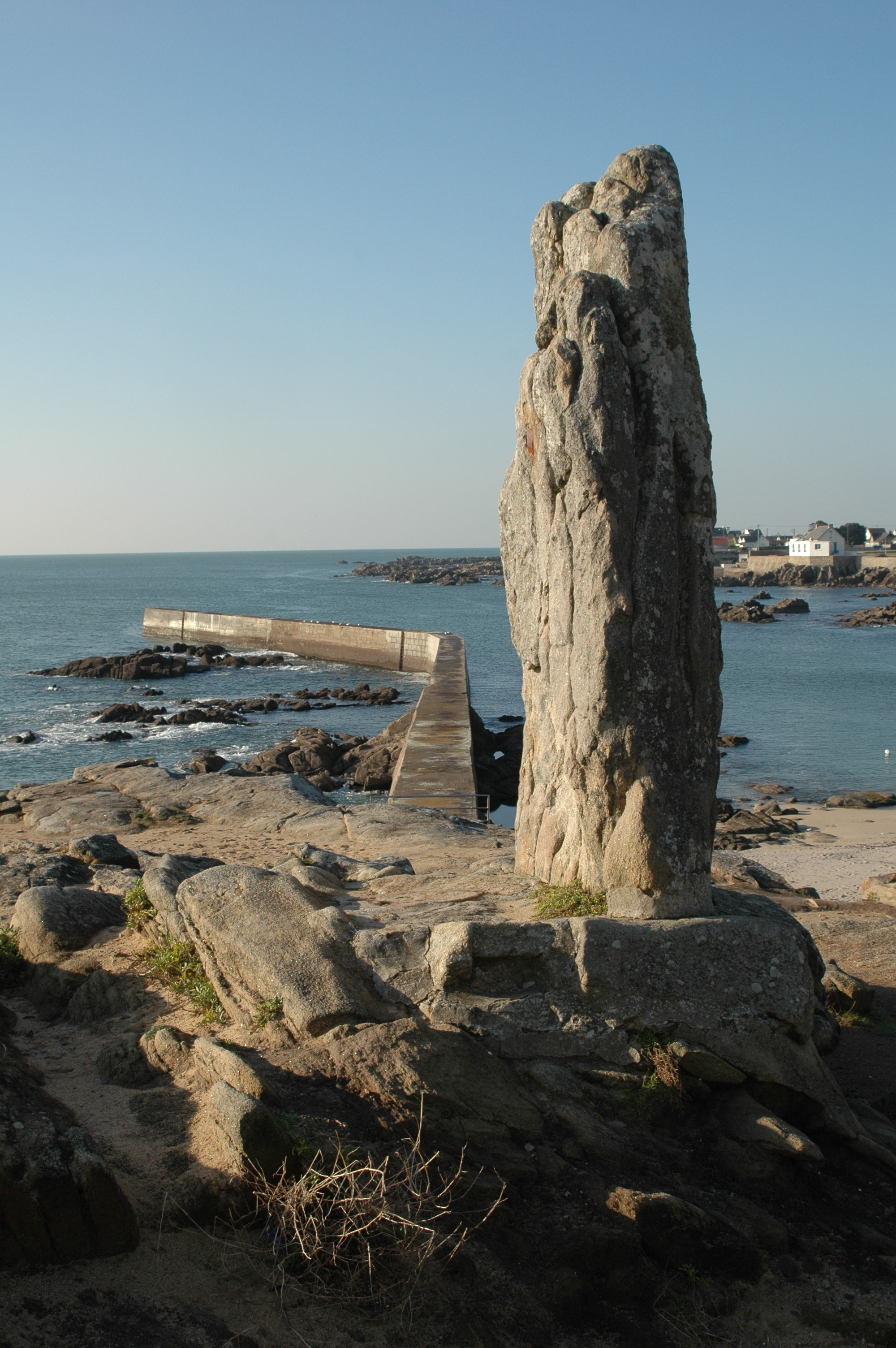
Menhir de la Pierre Longue.
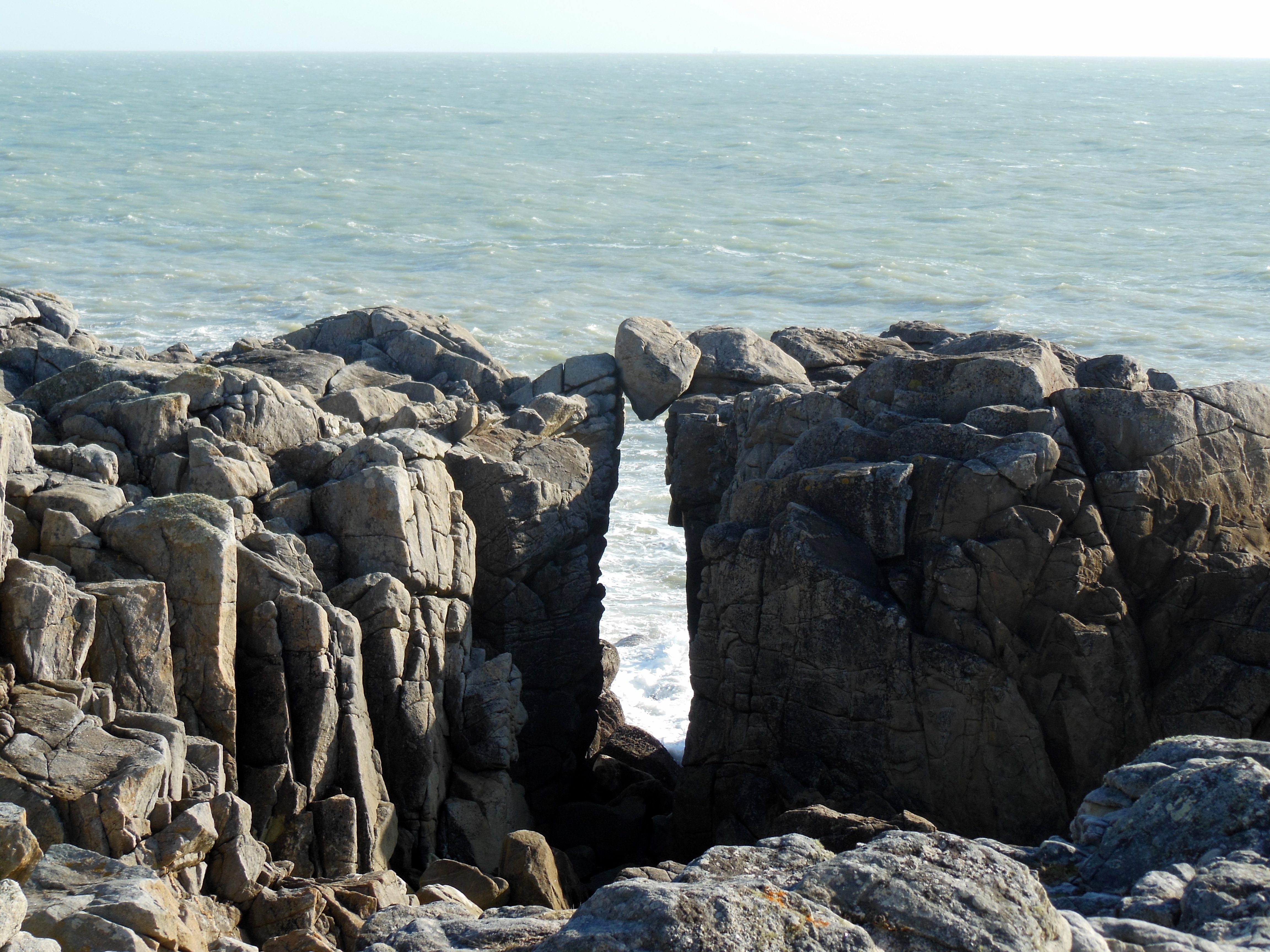
Le pont du Diable.
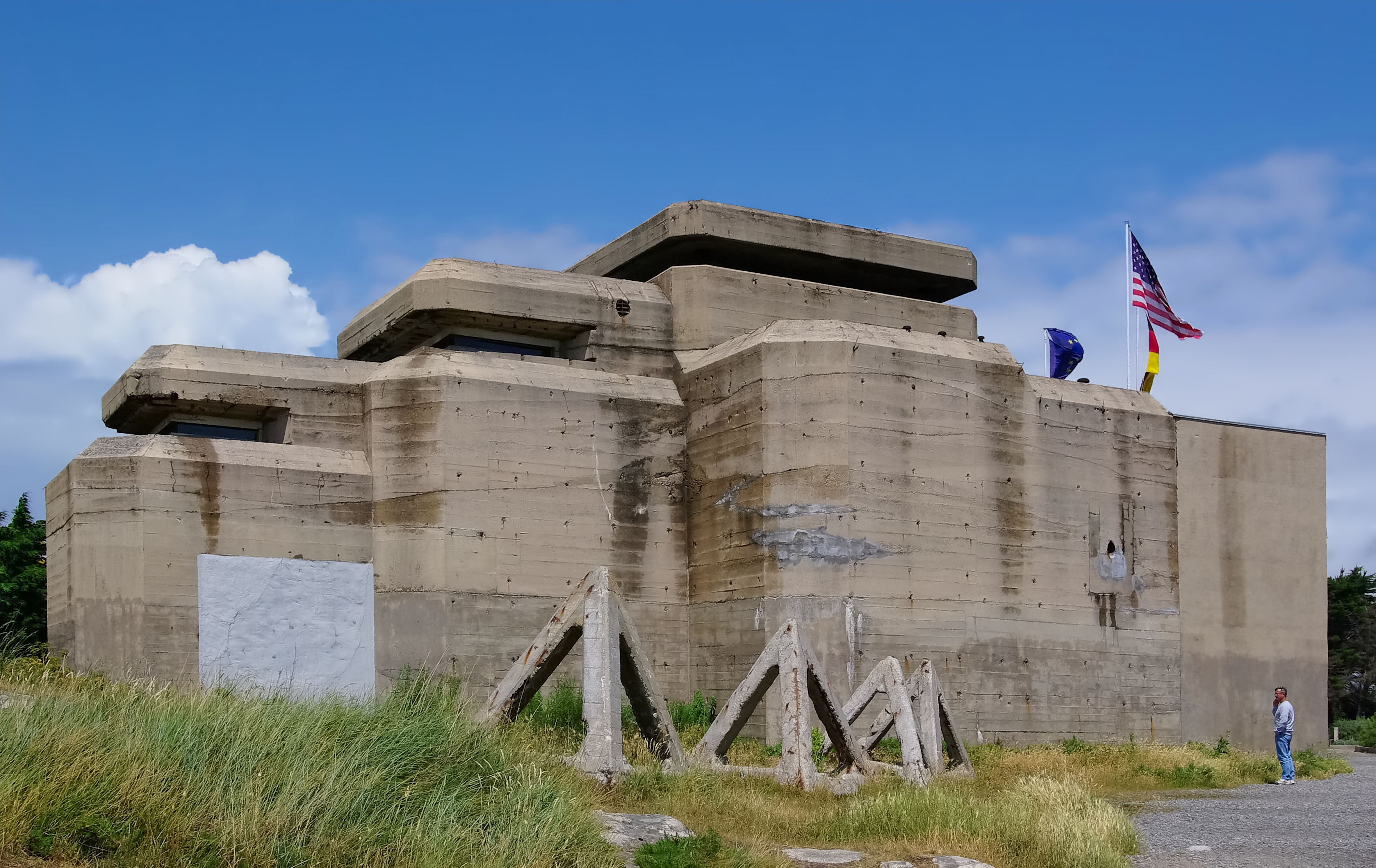
Le Grand Blockhaus.

- La plage Valentin
- Le port Saint-Michel

### Le Pouliguen
- La grotte des Korrigans, lieu-dit « La Govelle », baie de la Bonne Vierge.

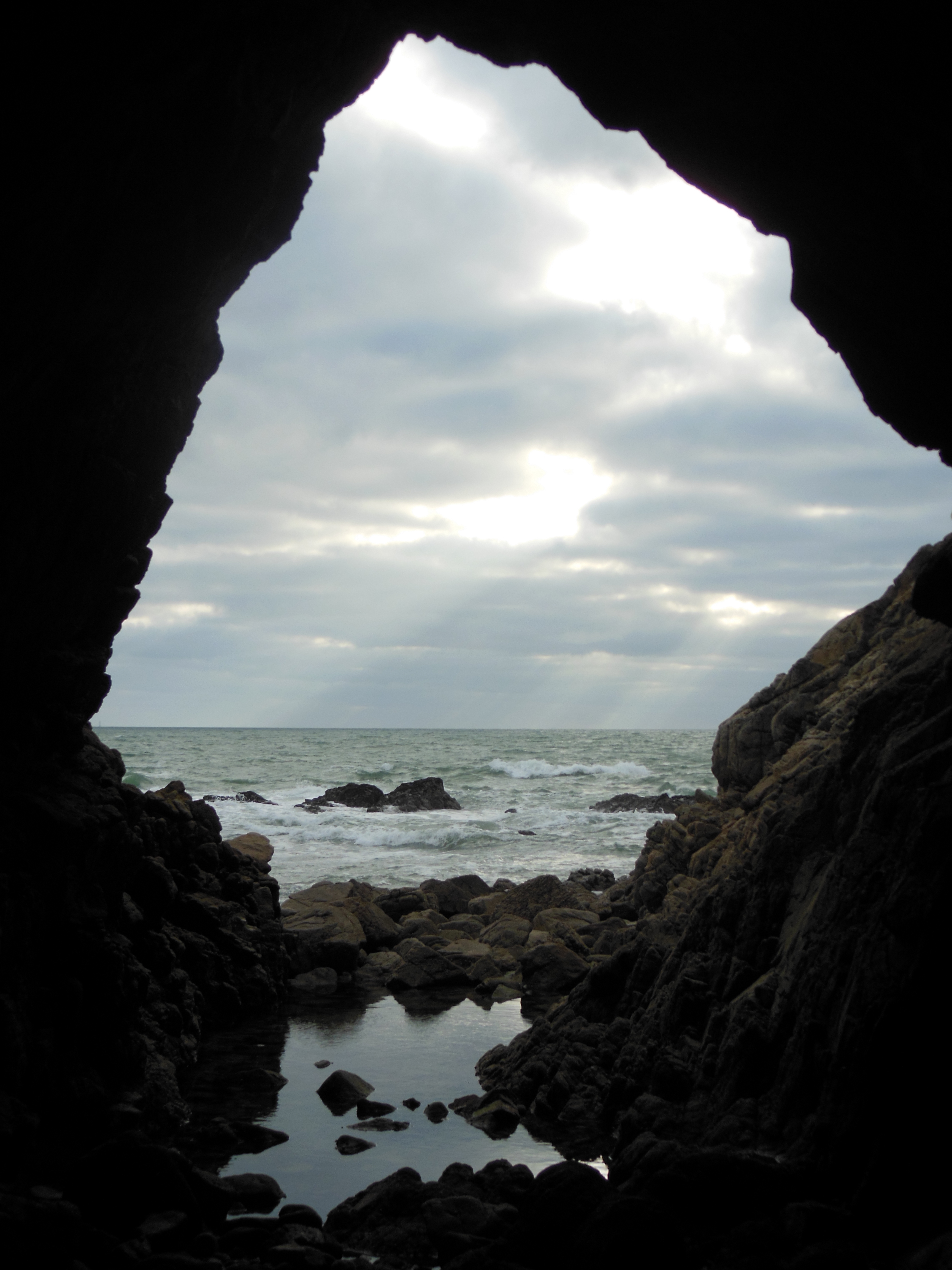
Grotte des Korrigans
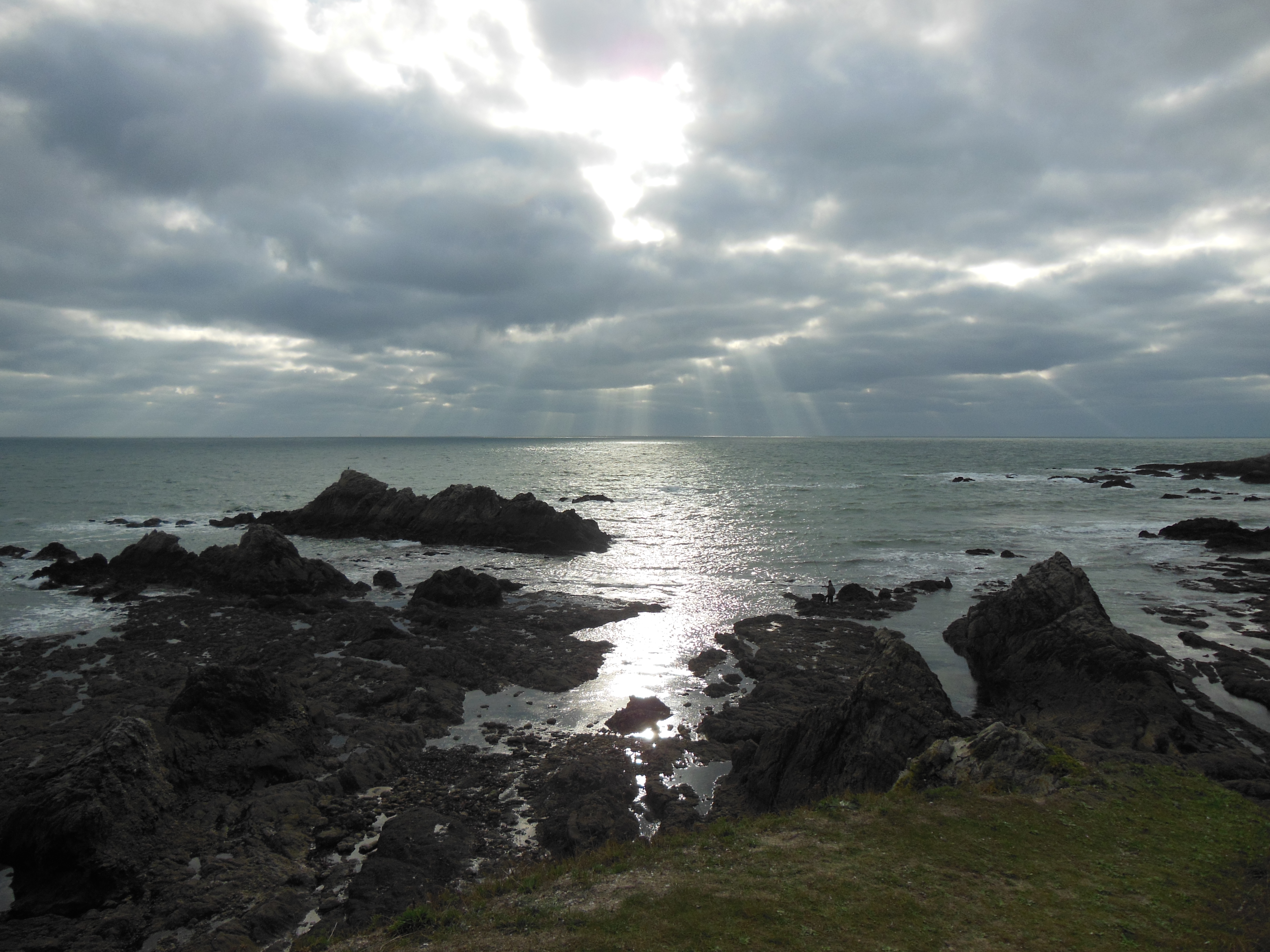
Côte sauvage du Pouliguen
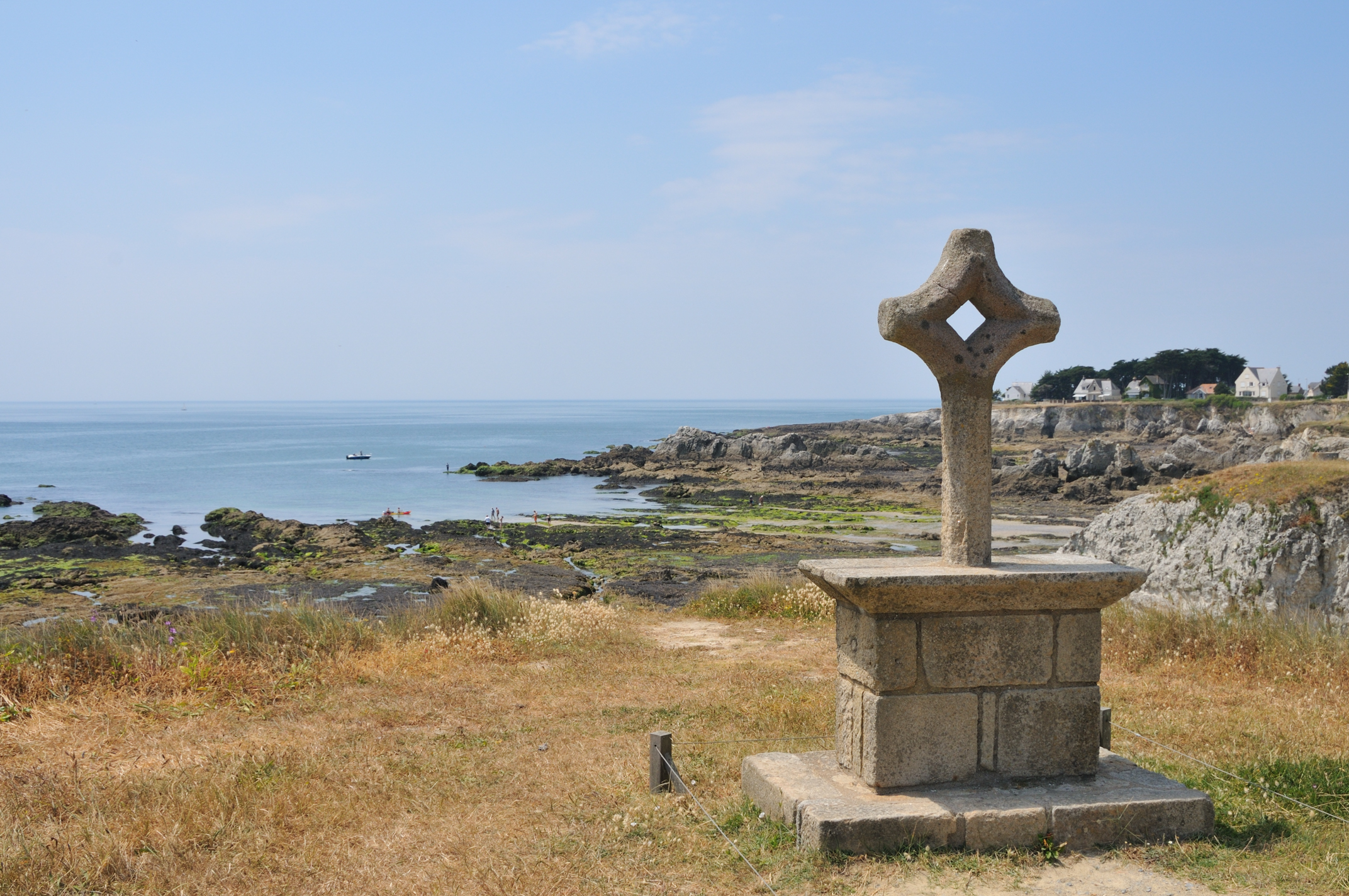
Croix losangique

## Écologie
La lande littorale présente sur le site de la côte sauvage est l'un des éléments caractéristiques du paysage breton. Elle est reconnaissable à sa végétation basse, souvent dominée par les ajoncs et la bruyère. Elle peut se couvrir de buissons et d'arbustes au cours de son évolution naturelle.

### Oiseaux de la lande
Parmi la dizaine d'espèces de fauvettes vivant en France, seules trois ou quatre d'entre elles affectionnent ce type d'habitat. Les exigences écologiques n'étant pas les mêmes, chaque stade d'évolution de la lande est caractérisée par un peuplement de fauvettes différent :
- la fauvette pitchou se plaît dans les landes rases. Vive et discrète, elle y consomme les insectes, notamment des chenilles dont elle nourrit ses petits, ou des araignées. Contrairement à d'autres espèces de fauvettes, la pitchou est sédentaire. La survie dans la lande étant plus complexe en période hivernale, le départ des espèces migratrices est donc salutaire car elle réduit les risques de concurrence alimentaire. quelques couples nicheurs vivent dans les petites landes disséminées dans la région[6]
- la fauvette grisette s'installe lorsque la lande se parsème de buissons et d'arbustes. Elle se cantonne le plus souvent en lisière, profitant ainsi de la lande et des milieux voisins. Son régime alimentaire semble plus varié. L'espèce est discrète dès la fin juillet. Après la mue, les oiseaux quittent l'Europe pour aller passer l'hiver dans les savanes de l'Afrique tropicale[6]
- la fauvette des jardins apparaît lorsque les buissons et arbustes recouvrent une grande partie de la lande[6]
- la fauvette à tête noire est typique des sous-bois et des jardins[6]

Parmi les autres espèces d'oiseaux, le site accueille :
- le pouillot véloce, présent toute l'année. Les hivernants proviennent des régions plus nordiques. On le surnomme « compteur d'écus », à cause de son chant : tsip - tsap - tsip - tsap[6]
- le gobemouche noir. Les passages d'automne concernent surtout les femelles et les jeunes mâles, dont les plumages sont brunâtres[6]
- le traquet pâtre. Son nom provient du fait qu'il se perche souvent bien en vue sur un piquet ou au sommet d'un buisson. Il est présent toute l'année[6]
- la linotte mélodieuse. Une partie des oiseaux nicheurs migre vers le sud de la péninsule ibérique. Les populations plus nordiques viennent passer l'hiver dans la région[6]
- le troglodyte. Les individus qui fréquentent la lande en hiver se trouvent en compétition alimentaire avec la fauvette pitchou[6]
- le faucon crécerelle. Ce petit rapace est reconnaissable à son vol « en saint esprit » lorsqu'il recherche ses proies. Il est présent toute l'année[6]

### Oiseaux du bord de mer
Parmi les familles d'oiseaux présents sur le littoral de la côte sauvage, les plus facilement observables sont :
Les laridés
- la mouette rieuse (43 cm) : nettement plus petite que les goélands, elle arbore un manteau gris clair et possède un bec et de petites pattes rouges. Elle se pare d'un capuchon chocolat, presque noir, durant la période nuptiale. Cette parure s'estompe progressivement dès la fin de l'été pour ne laisser que quelques traces en hiver[7]
- le goéland argenté (67 cm) : c'est la goéland le plus commun. Il arbore un manteau gris clair et des pattes roses. Son bec jaune massif est muni d'une tache orange, comme les goélands bruns et marins[7]
- le goéland brun (61 cm) : un peu plus petit que le goéland argenté, il se différencie grâce à son manteau gris foncé et ses pattes jaunes[7]
- le goéland marin (79 cm) : nettement plus grand que ses deux congénères. Son manteau est gris foncé, presque noir, ses pattes sont de couleur chair[7]
- le grisard : nom donné aux jeunes goélands en raison de leur plumage mêlant le brun, le beige, le gris et le blanc.

Les sternidés
Oiseaux à l'allure gracieuse et au vol souple. Elles sont plus sveltes que les mouettes et les goélands, leur permettant d'accomplir des prouesses aériennes au-dessus de la mer en quête de petits poissons qu'elles pêchent en exécutant des piqués spectaculaires. En raison de leur queue fourchue, on les surnomme « hirondelles de mer ».
- la sterne pierregarin (39 cm) : peut parcourir des milliers de kilomètres au cours de sa migration. Elle possède un manteau gris clair et se pare d'une casquette noire. Ses pattes sont rouges, de même que son bec, doté d'une pointe noire[7]
- la sterne caugek (46 cm) : elle se différencie de la sterne pierregarin par son corps plus massif et son bec noir au bout jaune. Elle se pare d'une huppe noire ébouriffée en période nuptiale[7]

Les cormorans
- le grand cormoran (100 cm) : grand oiseau noir au jabot blanc, facilement observable sur le sable, une balise ou un îlot rocheux. Il reste souvent les ailes écartées. Ce comportement, longtemps interprété comme un séchage des ailes, serait en fait destiné à faciliter la digestion, grâce à la chaleur produite par les muscles des ailes[7]
- le cormoran huppé (80 cm) : avec son œil émeraude, il est plus petit et plus élancé que le grand cormoran. Il se situe exclusivement sur le côtes rocheuses[7]

### Mollusques
Le littoral compte les espèces de mollusques suivantes : moules, coques, palourdes, huîtres creuses.

## Activités

### Plongée
La côte sauvage offre un cadre exceptionnel pour la plongée sous-marine, suffisamment à l'écart des eaux chargées d'alluvions de l'estuaire de la Loire, les eaux baignant les rochers de la côte sont au contraire limpides (et abritent de nombreux poissons et crustacés), mais sont aussi un peu fraîches...
La côte est très découpée et les vagues et courants violents, ce qui rend l'exercice de ce sport périlleux. Des clubs de plongée proposent des sorties encadrées au Croisic, au Pouliguen, à La Baule ou à Pornichet

### Itinéraire de cyclo-tourisme
Une portion du Vélocéan, sur la Section Guérande/Beslon (proche de La Baule) - Le Croisic, longe la Côte sauvage (RD 45a). Cette portion d'itinéraire est totalement protégée (piste cyclable le long des falaises, séparée de la route par un terre-plein) sur le secteur La Govelle - Penchâteau (2,5 km).
Des chemins et escaliers permettent d'accéder aux nombreuses criques et aux grottes à marée basse.
À proximité de Penchâteau (pointe rocheuse au Sud-Ouest de la Baie du Pouliguen), on peut voir par beau temps : l'île des Évens au premier plan, la baie au second et l'Estuaire de la Loire et la côte de Jade en arrière-plan, à près de 11 milles nautiques.

### Marathon de la Côte d'Amour
Le marathon de la Côte d'Amour, qui a lieu tous les ans au début du mois d'octobre, emprunte de larges portions de la côte sauvage, sur les 15 premiers kilomètres, puis entre les 25e et 30e kilomètres.